# Fiat 1100
Fiat 1100 je vůz nižší střední třídy (segment C) vyráběný od roku 1953 do roku 1969 italskou automobilkou Fiat. Jednalo se o úplně novou náhradu za Fiat 1100 E, který vycházel z předválečného modelu Fiat 508 C Balilla 1100. Z platformy osobního vozu Fiat 1100 byla odvozena také řada lehkých užitkových automobilů Fiat 1100 T, která se v několika modifikacích vyráběla v letech 1957–1971. Výroba osobního vozu Fiat 1100 byla ukončena v roce 1969, kdy byla nahrazena modelem Fiat 128.
V Indii ovšem automobilka The Premier Automobiles Limited (nyní Premier Ltd.) ve svém závodě v Bombaji vyráběla model Fiat 1100 až do konce roku 2000 (poslední vyráběné verze byla v podstatě modifikace Fiat 1100 D).

## Historie
Fiat po druhé světové válce (obdobně jako jiné významné automobilky) pokračoval ve výrobě předválečných typů, které byly mírně modernizovány. Prvním modelem, jehož design i konstrukce byly navrženy od počátku až po válce, byl v roce 1950 Fiat 1400, vůz střední třídy, který nahradil Fiat 1500 z roku 1935.
V nabídce Fiatu zůstávaly další předválečné modely: malý Fiat 500 "Topolino" (který byl až později nahrazen modely Fiat 600 a Fiat 500) a vůz nižší střední třídy Fiat 1100 E, což byl jen mírně upravený Fiat 1100, který toto označení používal od roku 1939, ale fakticky se vyráběl již od roku 1937 jako Fiat 508 C Nuova Balilla 1100. A právě tento Fiat 1100 (1937) byl nahrazen zcela novým modelem, který byl vyvíjen pod kódovým označením "Tipo 103"
Protože nový Fiat 1100 byl vyráběn celkem 17 let (když nepočítáme ještě mnohem delší produkci v Indii: 37 let), došlo v průběhu jeho výroby k celé řadě modifikací. Můžeme rozlišit 3 základní etapy jeho výroby: od roku 1953 jde o „původní“ 1100 (bez přidaného písmenného označení, 1962: 1100 D a 1966: 1100 R (plus již zmíněnou užitkovou verzi 1100 T, která se dělí na 4 vlastní generace). „Původní“ 1100 se dělí ještě na 5 „subgenerací“ (indickou výrobu v to nepočítaje): 1953: 1100/103, 1956: 1100/103 E, 1958: 1100/103 D, 1959: 1100/103 H Lusso, 1960: 1100/103 H Export a Special. Když uvážíme ještě různé karosářské verze (sedan, kombi, kupé ad.) a různé motory dostáváme celkem několik desítek modelů.

## Fiat 1100 (od roku 1953)

### 1953: Fiat 1100/103
Protože nový Fiat měl téměř stejné číselné označení jako model, který nahrazoval, byl nazýván Fiat Nuova 1100 nebo Fiat 1100/103, podle svého interního kódového označení. Poprvé byl představen v dubnu 1953 na Autosalonu v Ženevě..
Přes podobné označení (Fiat 1100/103 oproti původnímu Fiatu 1100 E) měl nový vůz zcela odlišný design i konstrukci karosérie a podvozku (v principu podobnou jako v roce 1950 na trh uvedený Fiat 1400). Z předválečného modelu Fiat 1100 (1937) byl převzat pouze osvědčený motor, který byl mírně upraven (interní označení typ 103.000), takže při stejném objemu 1089 cm³ nyní dosahoval výkonu 36 koní (26 kW) při 4400 ot./min. jen o jednu koňskou sílu více než původní motor.
Čtyřstupňová manuální převodka měla synchronizaci na posledních třech rychlostech a řadicí páka byla umístěna pod volantem, což se tehdy považovala za moderní. Maximální rychlost byla 116 km/h. Nový model byl nabízen ve dvou základních stupních výbavy. Spartánská výbava Tipo A nabízela jen jednu (šedohnědou) barvu, jednodušší úpravu exteriéru bez chromovaných doplňků a neměla topení a ventilaci. Bohatší úroveň výbavy Tipo B nabízela řadu barev karosérie a interiéru a kromě dalšího šlo zvolit pneumatiky s bílými bočnicemi a autorádio.

#### Fiat 1100 TV

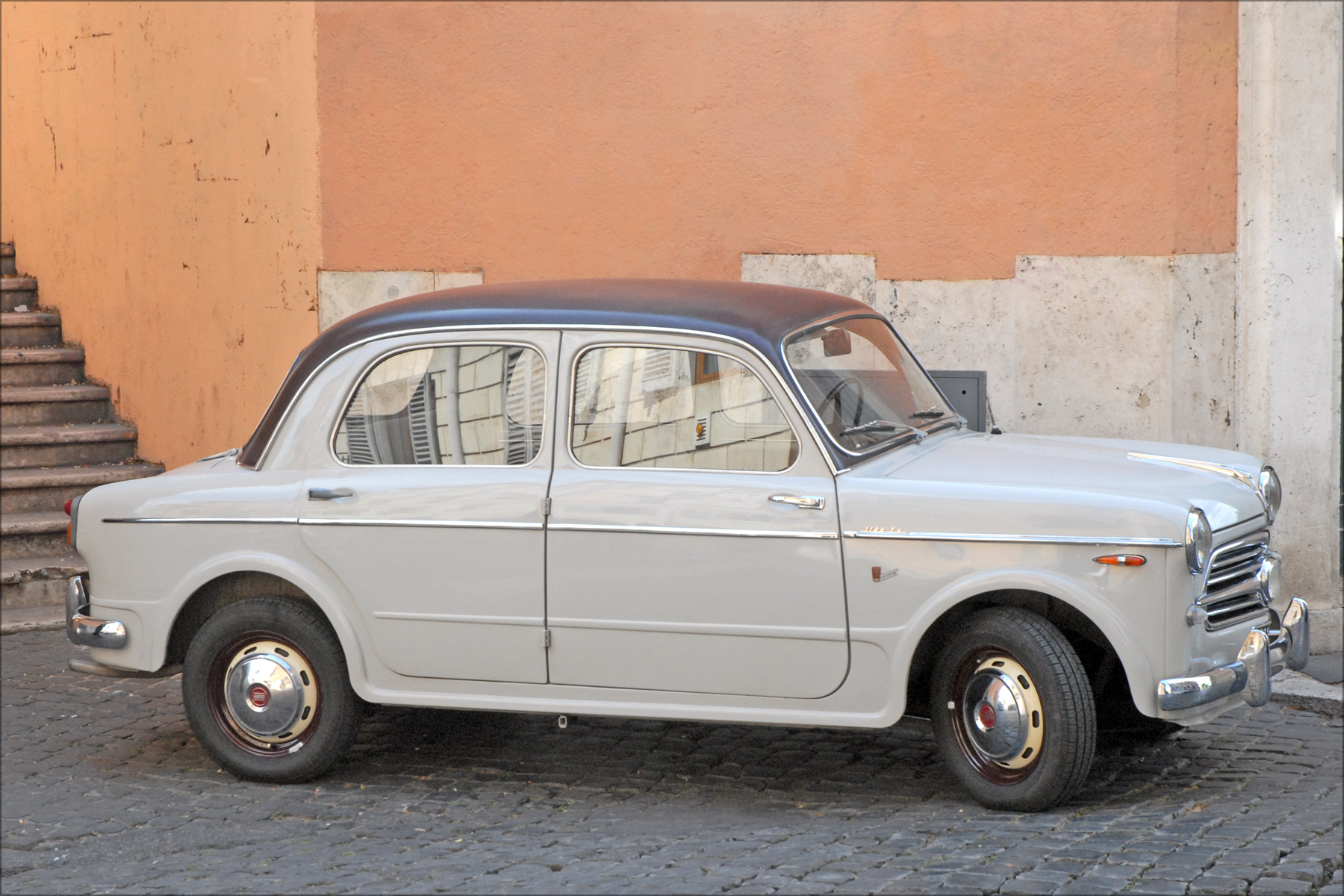
Vrchol modelové řady od října 1953: Fiat 1100/103 TV (Turismo Veloce)

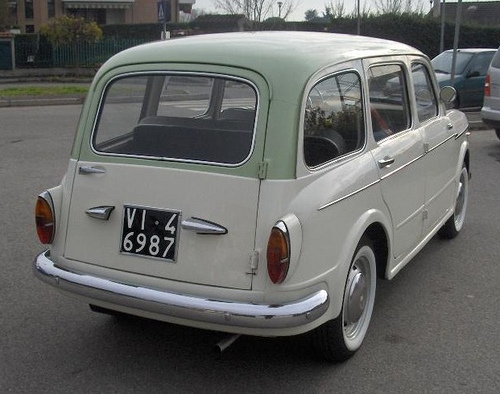
Fiat 1100 Familiare (kombi), na obrázku verze až z roku 1958

Na Pařížském autosalonu v říjnu 1953 Fiat představil výkonnější („sportovnější“) Fiat 1100 TV, kde zkratka TV znamená Turismo Veloce (Veloce je italsky rychlý). Model 1100 TV měl vylepšený motor (typ 103.006), o výkonu 48 koní (35 kW) při 5400 ot./min. ve srovnání s 36 k (26 kW) standardní verze, což bylo dosaženo hlavně dvojitými karburátory Weber a zvýšením kompresního poměru na 7,4:1 (oproti 6,7:1). Později v roce 1954 byl kompresní poměr dále zvýšen 7.6:1 and výkon tak dále vzrostl na 50 koní. Maximální rychlost byla 135 km/h.
Model TV se nelišil jenom motorem, ale také karosérií (viz srovnávací obrázek v infoboxu), kterou navrhlo oddělení Fiatu Dipartimento Carrozzerie Derivate e Speciali . Mezi odlišnosti patří např. jiný předek, větší zadní okna a zakončení boků. Karosérie byla standardně dvojbarevně, střecha a ráfky kol byly v kontrastní barvě. Interiér byl také dvojbarevný, podlaha byla plně pokryta koberečky a bylo zde další vybavení nenabízené ve standardní verzi. Model TV byl znatelně dražší než standardní sedan. V cenách roku 1953 stál 1 225 000 lir, zatímco sedan stál 945 nebo 975 tisíc lir (ve výbavě A resp. B)
Model 1100 TV oceňovali movitější a také sportovněji založení zákazníci Fiatu, kteří se v té době zúčastnili celé řady závodu. Mezi nejprestižnější úspěchy vozu patří vítězství ve své třídě na známém závodu Mille Miglia v letech 1954 a 1955 a také jednoznačné vítězství na Africké rallye z Kapského Města do Alžírska v roce 1954.

#### Fiat 1100 Familiare
V roce 1954 na Ženevské autosalonu byla představena další karosářská verze, pětidveřové kombi, které pro domácí trh získalo tradiční italské označení, Fiat 1100 Familiare. V zahraničí to byla celá řada verzí názvu, např. Family, Familiale nebo Kombiwagen a další. Zadní dveře jsou sklopné dolů a takto vzniklá vodorovná ložná plocha, pokrytá vinylem, může unést zatížení až 300 kg. Třetí řada dvou sklopných sedadel umožňuje obsadit vůz až šesti osobami. Pokud nejsou potřeba, vznikne po jejich sklopení víceméně rovná ložná plocha. Z mechanického hlediska je kombi prakticky shodné se sedanem, pouze používá odlišné vyšší pneumatiky.

#### Fiat 1100 TV Trasformabile

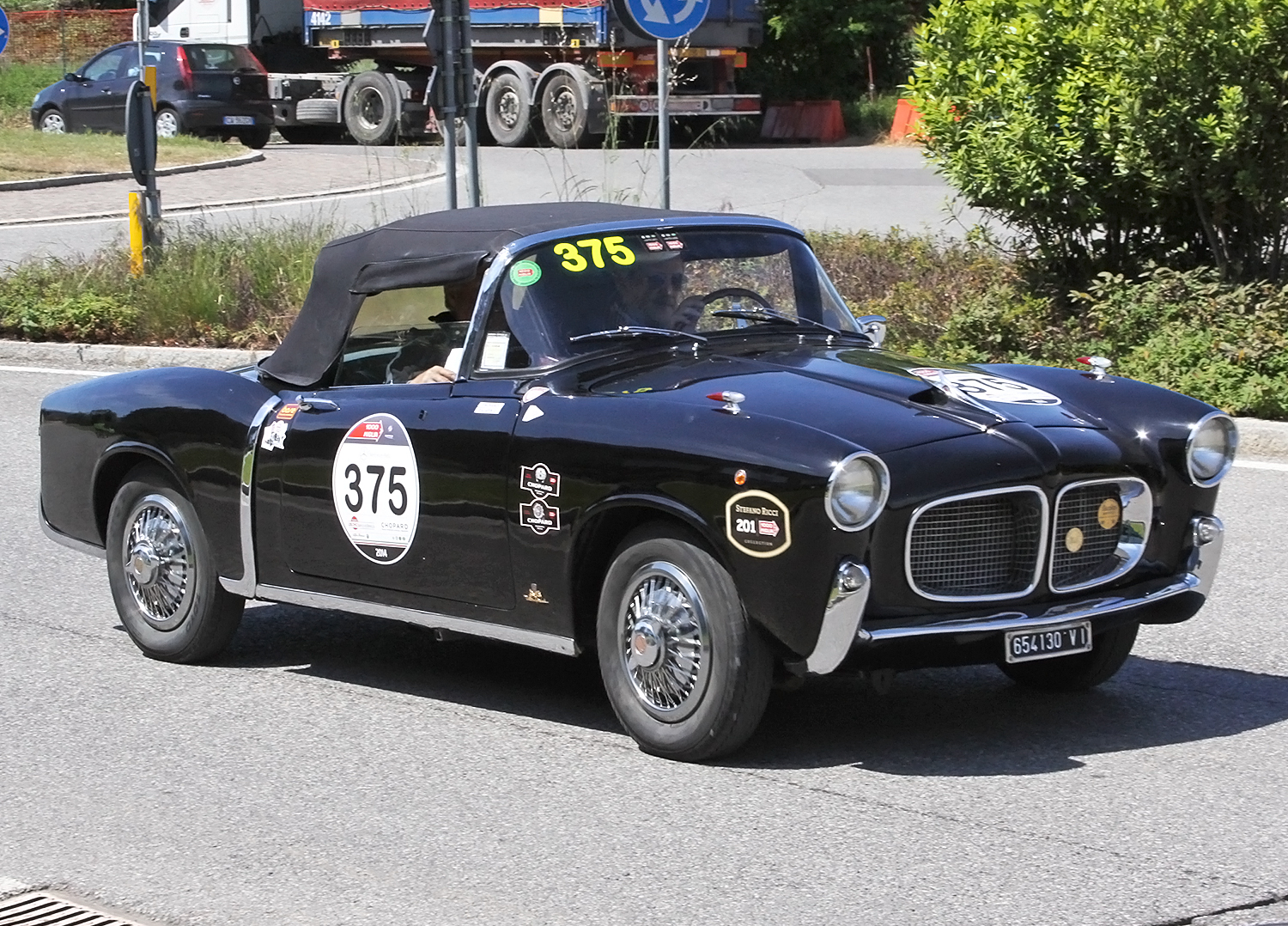
1955 Fiat 1100 TV Trasformabile

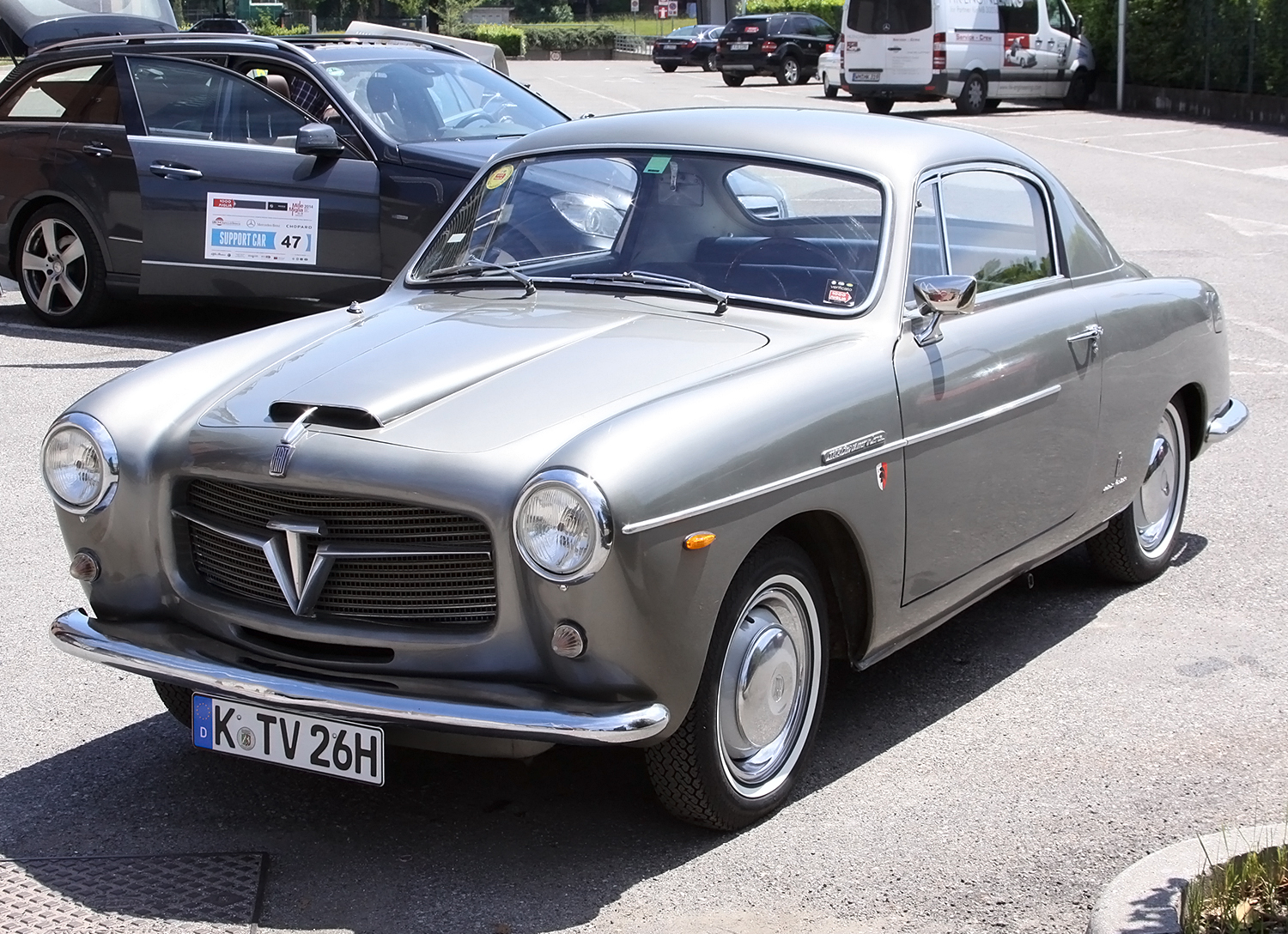
1954 Fiat 1100 TV coupé Pininfarina

Na Ženevském autosalonu' v březnu 1953 byla představena další, tentokrát velmi speciální, model: Fiat 1100/103 TV Trasformabile, dvoudvéřový roadster. Jak naznačuje jeho název, byl odvozen z modelu Fiat 1100/103 TV.
Tento Amerikou inspirovaný design opět navrhlo přímo oddělení Fiatu, Dipartimento Carrozzerie Derivate e Speciali. Vývojářský tým vedl přímo vedoucí tohoto oddělení, designér a konstruktér Fabio Luigi Rapi. V první sérii bylo vyrobeno celkem 571 kusů této speciální verze. V roce 1956 byl výkon motoru zvýšen o 3 k a bylo mírně upraveno zavěšení zadní nápravy. V dalším roce bylo vyrobeno 450 vozů.
Významnější změna přišla v roce 1957, kdy byl model Trasformabile vybaven výkonnějším motorem o větším objemu (1221 cm³, 55 koní resp. 40 kW). Výroba tohoto modelu pokračovala až do roku 1959, celkem bylo postaveno asi 2360 kusů verze s motorem 1,2 litru. Byly provedeny také menší změny designu přední a zadní částí vozu, přičemž větší světlomety jsou na první pohled asi nejnápadnější rozdíl.

#### 1100 TV coupé Pininfarina
Zatímco výše uvedené verze byly navrženy přímo ve Fiatu, dvoudveřové kupé 2 + 2 nezávisle navrhlo, postavilo a prodávalo známe designerské a karosářské studio Carrozzeria Pininfarina. Design byl poprvé vystaven na Pařížském autosalonu v roce 1953. V roce 1954 se vůz zúčastnil závodu v blízkosti Turína, Orbassano 6 hodin Cup, pilotem byl Umberto Agnelli.
Založen byl na platformě 1100 TV a vyráběl se jen v malých sériích v letech 1954 až 1956, celkem asi 780 kusů. Ručně vyráběná karoserie byla z oceli s hliníkovými dveřmi, kapotou a víkem zavazadlového prostoru. Počínaje rokem 1955 bylo použito panoramatické zadní okno, podobné tomu, který můžeme nalézt na modelech Ferrari, které rovněž navrhl Pininfarina.

### 1956: Fiat 1100/103 E
V červnu 1956, po třech letech výroby a 257 000 vyrobených automobilech, byla celá modelová řada 1100/103 modernizována. Nová série nesla typový kód 103 E. Všechny modely (sedan typu A a B, Familiare, TV a TV Trasformabile) se nadále vyráběly.
Kompresní poměr byl zvýšen na 7:1 pro standardní motor a 8:1 pro Turismo Veloce, čímž došlo ke zvýšení výkonu o 4 koňské síly při 4400 ot./ min pro standardní motor a 3 k při 5200 ot./min. pro Turismo Veloce. Zavěšení a pérování bylo měkčí a byla upravena geometrie řízení. Standardní sedany dostala nové chromované doplňky, novou mřížkou chladiče s vertikálními lištami a obdélníkovým mlhovým světlem uprostřed.
Model TV dostal podobně přepracovanou mřížku chladiče, ale v této verzi měl dvě obdélníkové mlhovky, jednu pod každým světlometem. Kontrastní barvy modelu TV byly rozšířeny na boky směrem dolů. Interiér získal úplně novou přístrojové desku s novým rychloměrem, nový plastový volant v barvě slonoviny. Nová byla též odkládací schránka, područky všech čtyř přepracovaných dveří, dvojí čalounění sedadel a ostřikovač čelního skla. Velikost a využitelnost zavazadlového prostoru byla zlepšena tím, že zadní opěradlo lze sklopit a náhradní pneumatika byla přemístěna pod podlahu zavazadlového prostoru.
Také roadster TV Trasformabile Roadster byl modernizován obdobně jako model TV, z kterého vychází. Variantu 103 E TV Trasformabile lze identifikovat podle různých detailů exteriéru, jako jsou upravené směrovky, které již nejsou ozdobeny chromovými stonky, ale spíše jsou připojeny přímo k předním blatníkům.

### 1958: Fiat 1100/103 D

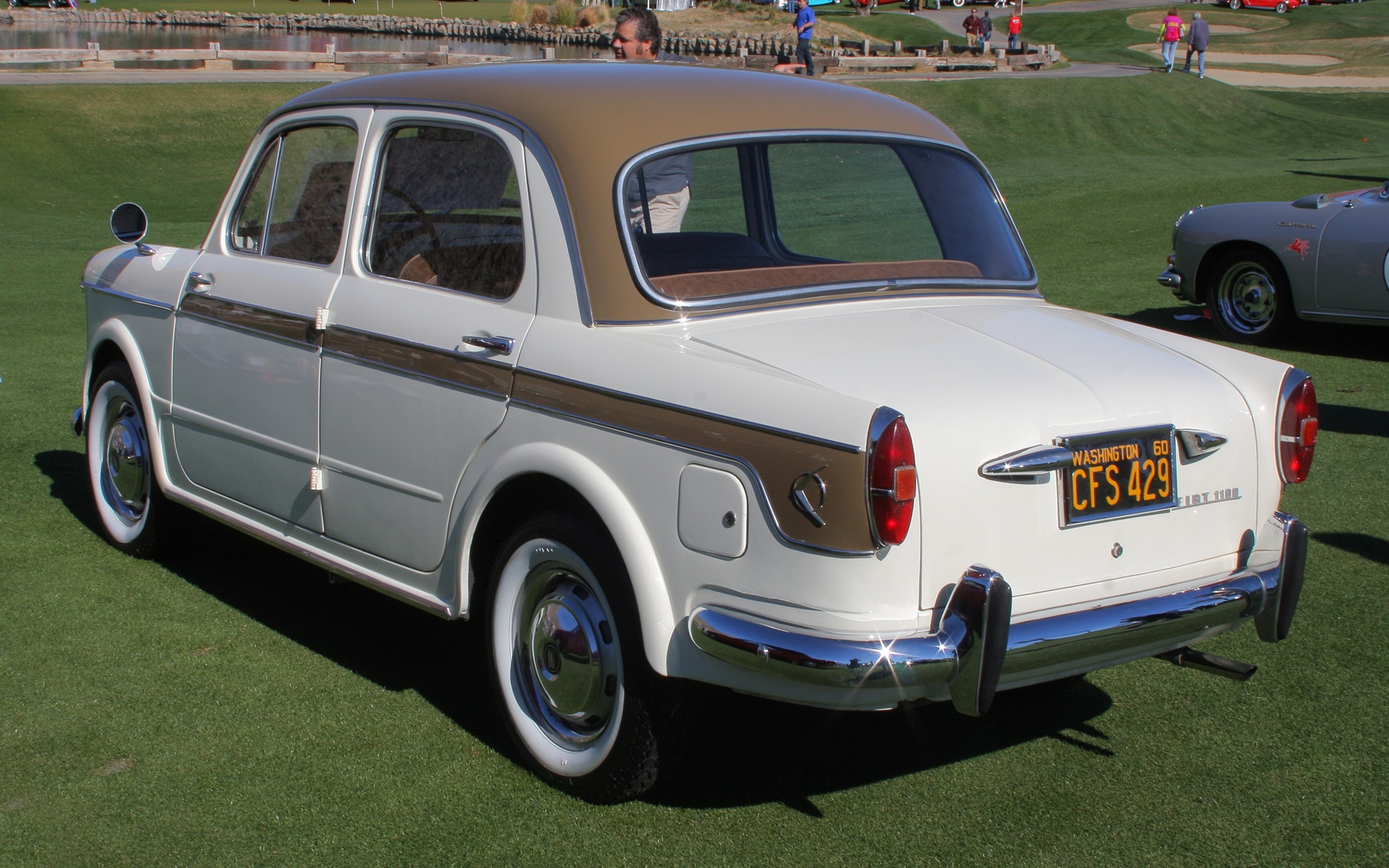
1960 Fiat 1100 Lusso

V září 1957 byla celá řada 1100 opět modernizována jako modely roku 1958, veřejně byla poprvé představena na Pařížském autosalonu v říjnu 1957 a nová série dostala typový kód 103 D. Nejnápadnější změnou je kompletní redesign zadní části vozu. Současně byl na autosalonu představen nový model 1200 Granluce.
Model 1200 Granluce je elegantní sedan, s modernějším designem a vybavený motorem o objemu 1,2 litru (1221 cm³, 55 koní resp. 40 kW), který nahradil model 1100 TV. Řada s motorem 1,1 litru tak dočasně přišla o nejvyšší model a zůstaly v ní pouze dvě verze: sedan a kombi, které nyní získaly sportovní kontrastní barvu střechy jako standard.
Nová zadní část sedanu je delší, také vnitřní prostor a zadní okno bylo zvětšeno. Na druhé straně karoserie kombi se téměř nezměnila, pouze bylo nutné přizpůsobit zadní část novým větším koncovým světlům. Také další vnější prvky byly nové, včetně madel dveří a směrovek. Vnějším rozlišovacím znakem modelů z roku 1958 je nová mřížka chladiče, na které je nápis Millecento (znamenající v italštině 1100).
Výkon motoru se zvýšil ze 40 na 43 koní (32 kW) při 4800 ot./min, díky většímu karburátoru, nové hliníkové hlavě válců a lepšímu dávkování paliva individuálně pro každý válec. Maximální rychlost se tak zvýšila na 125 km/h. Z mechanického hlediska byly zlepšeny především brzdy.

### 1959: Fiat 1100/103 H Lusso
V roce 1959 společnost Fiat opětovně zavedla třetí, nejvyšší model v řadě s motorem o objemu 1,1 litru, pozicovaný mezi standardním sedanem a modelem 1200 Granluce. Nový model byl nazván 1100 Lusso (typ 103 H), na zahraničních trzích se prodával také pod označeními De Luxe nebo Luxus.
Karosérie modelu Lusso vycházela ze standardního sedanu, ale vyznačovala se celou řadou změn v exteriéru, interiéru a bohatší výbavou. Vpředu byl znak Fiatu poprvé přesunut z kapoty do středu mřížky chladiče, kde měl na sebe připoutat pozornost. Umístění a provedení chromových doplňků na karosérii bylo upraveny tak, aby respektovaly kontrastní barevný pás (stejné barvy jako střecha), který se rozšířil od předních dveří až k zadním koncovým světlům. Víčko palivové nádrže bylo umístěno pod uzamykatelnou krytku. Svislé částí chromovaných nárazníků byly opatřeny vysokými gumovými částmi. Nové prvky interiéru zahrnovaly polstrovanou přihrádku přidanou pod palubní desku a deflektory větru na předních bočních oknech. Výkon motoru o objemu 1,1 litru byl zvýšen na 50 koní (37 kW) oproti 43 koní modelu z roku 1958. Toho bylo dosaženo dvojitým karburátorem a zvýšením kompresního poměru na 7,85:1. Nejvyšší rychlost byla 130 km/h.

### 1960: Fiat 1100/103 H Export a Special
V samém závěru roku 1960 byly modely z roku 1958 (1100/103 D) a model z roku 1959 (1110/103 H Lusso) nahrazeny třemi modely, které byly poprvé představeny na autosalonu v Turíně v listopadu 1960: šlo o modely 1100 Export, luxusnější a dražší 1100 Special a kombi 1100 Familiare.
Hlavním rozdílem mezi sedany 1100 Export a 1100 Special byla konstrukce karosérie. Levnější Export převzal karoserii z modelu 103 H Lusso, zatímco luxusnější a dražší Special se stal prvním modelem v řadě s motorem 1,1 litru se závěsnými dveřmi, protože převzala modernější karosérii z modelu 1200 Granluce. Jinak měly oba sedany téměř stejný interiér a vybavení.
Ozdobné prvky modelů Granluze a Lusso byly vypuštěny, stejně jako složitá barevná schémata s ozdobnými proužky, jen kontrastní barva střechy zůstala volitelná možnosti modelu Special. Jediné zdobné prvky, které zůstaly, byly chromové prvky na boku a již z továrny dodávané pneumatiky s bílými bočnice (silnějšími na modelu Special. Všechny modely (Export, Special a kombi Familiare) měly nyní stejnou přední část, která odpovídala modelům Lusso a verzi Granluce z roku 1959. Přední a zadní nárazníky nyní měly méně objemné svíslé části, bez masivních gumových nástavců, které byly charakteristické pro model Lusso.
Motorem s dvojitým karburátorem (typu 103 H o výkonu 50 koní resp. 37 kW), byl převzat z končícího modelu Lusso, proto zůstala stejná i maximální rychlost 130 km/h.. U modelu Speciál byla možné zvolit automatickou spojku značky Saxomat. Tento typ se používal nejen u některých modelů Fiat a Lancia, ale také u vozů Saab, Ford, Opel a dalších. Vozy Trabant a Wartburg používal stejný systém pod značkou Hycomat. Modely 1100 Export a Special zůstaly v prodeji až do roku 1962, kdy byly všechny modely byly nahrazeny níže popsanou generací Fiat 1100 D.

## 1962: Fiat 1100 D

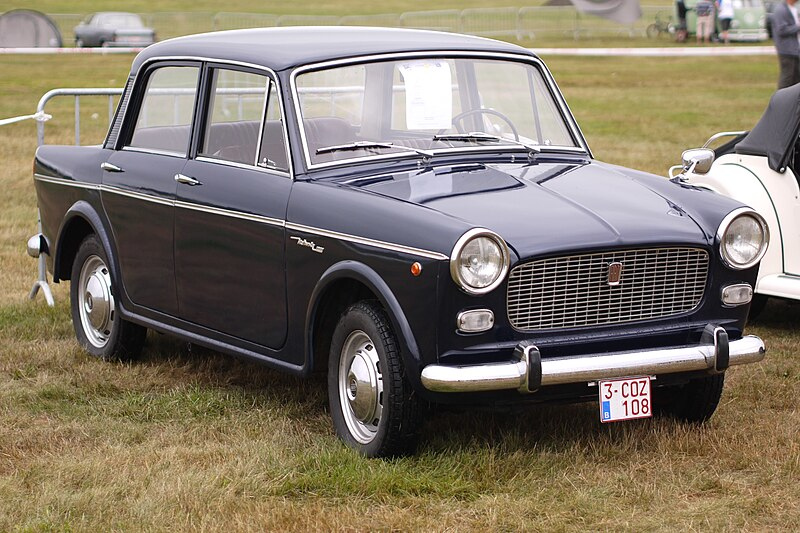
Fiat 1100 D

Po mnoha letech výroby výše popsané řady 1100/103, v rámci které vzniklo několik subgenerací a mnoho různě pojmenovaných modelů, uvedl v roce 1963 Fiat novou generaci Fiatu 1100, označenou písmenem přímo za číslem, tedy Fiat 1100 D.
Je to střízlivý, ale pohodlný čtyřdveřový sedan, velmi podobný modelu Granluce, ale s jednoduššími boky a novějším, více hranatým předkem. Model 1100 D v provedení sedan se stal na počátku šedesátých let úspěšným italským vozem, motor měl zpočátku výkon 40 koní (29 kW), ale brzy byl zvýšen na 43 koní (32 kW).
V rámci řady 1100 D se pochopitelně vyráběly též verze kombi a model Deluxe, který nabídl vyšší výkon 50 koní (37 kW), ozdobné boční lišty, kobercové podlahové rohože a další výbavu navíc. Všechny modely řady 1100 D přežily bez podstatných změn až do roku 1966, kdy zahájení výroby průkopnického modelu Fiat 124 vyvolalo změny designu i v dalších modelových řadách, tedy i nižšího modelu Fiat 1100.
Licenční výroba v Indii: Fiat 1100/103 byl takřka od počátku výroby vyvážen také do Indie, kde ho prodávala automobilka The Premier Automobiles Limited (nyní Premier Ltd.). Prodávalo se zde několik verzí s odlišným značením modelů než v Evropě. V roce 1964, krátce po zahájení výroby modelové řady 1100 D byla do Indie prodána i licence. Fiat byl poté vyráběn v Bombaji. Nejdříve byl prodáván jako Fiat 1100 D, od roku jako 1972 Premier President a od roku 1974 jako Premier Padmini. Pod tímto označením se pak Fiat 1100 D vyráběl v Indii velice dlouho, až do konce roku 2000. V roce 1993 byla do výroby zavedena též verze s dieselovým motorem, označená Premier Padmini 137D. Ta měla vznětový motor o objemu 1366 cm³, vyráběný ve spolupráci s italskou firmou FNM. Dieselová verze se stejně jako benzínová vyráběla až do roku 2000.

## 1966: Fiat 1100 R

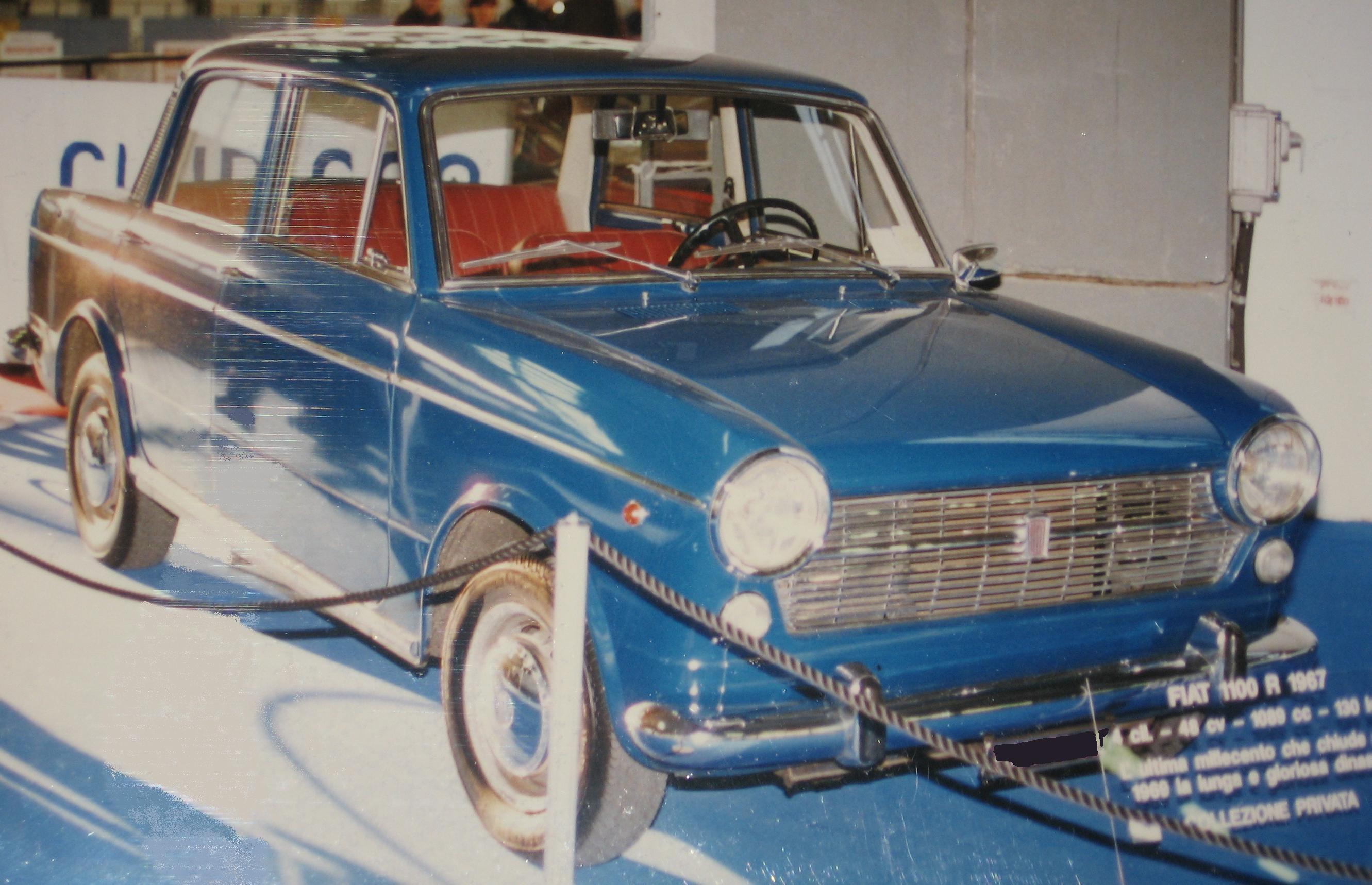
Fiat 1100 R (model z roku 1967)

Poslední modernizace Fiatu 1100 proběhla v únoru 1966 a dostala označení Fiat 1100 R (R je z italského slova Rinnovata: obnovený/obnovená). Design poslední modernizace byl zjevně vyvolán i inspirován modelem Fiat 124, jehož výroba začala právě v roce 1966. Fiat 1100 dostal celkově hranatější, rovnější a jednodušší design, takže se vzhledově dost přiblížil vyššímu modelu Fiat 124.
Současně byl z nabídky vyřazen větší motor 1,2 litru, aby se tak zabránilo nežádoucí konkurenci s vyšším modelem Fiat 124. Všechny verze Fiatu 1100 R se tak nabízely pouze se starším motorem o objemu 1089 cm³, i když kompresní poměr se opět zvýšil (na 8:1) a motor tak dosahoval výkonu 48 koní (36 kW).
Spojka a převodovka se trochu změnily, ale hlavní změnou, kterou přivítali motorističtí novináři, byl návrat umístění řadicí páky zpět na podlahu mezi přední sedadla, což zjednodušuje konstrukci. (V 50. a 60. letech měla většina automobilů řadicí páku pod volantem.) Převodovka však stále nebyla plně synchronizována (jen vyšší stupně), což připomínalo, že mnohé mechanické komponenty jsou již zastaralé. Vnitřní prostor vozu se mírně zvětšil, tomu napomohlo jak malé zvýšení celkové délky vozu, tak lepší umístění rezervního kola (pod podlahou) a palivové nádrže (v pravé zadní části vozu).
Modernizovaná modely verze 1100 R se vyráběly od roku 1966 až do roku 1969 (také v Německu, ve městě Heilbronn, v automobilce Neckar-Automobilwerke, pod označením Neckar 1100), kdy byla výroba definitivně ukončena a nahrazena modelem Fiat 128.
Fiat 128 byl dalším přelomovým vozem nejen pro automobilku Fiat. Samotná koncepce „vše vpředu“ zdaleka nebyla v celosvětovém měřítku úplnou novinkou, ale v tomto modelu známý konstruktér Dante Giacosa použil optimalizované umístění motoru, převodovky a dalších komponent a současně potlačil nevýhody tohoto řešení. Jeho koncepci brzy převzala většina automobilek pro automobily od malých vozů až po střední třídu a stala se de facto průmyslovým standardem.

## Užitkové vozy Fiat 1100 T
Fiat 1100 T je užitkový automobil, vycházející z osobního vozu Fiat 1100. Vyrábět se začal až v roce 1957 (osobní Fiat 1100 již od roku 1953), ale zase vydržel ve výrobě až do roku 1971 (o dva roky déle než osobní vůz), kdy ho nahradil nový model Fiat 238 (ten se od roku 1967 vyráběl souběžně). Model Fiat 1100 T má mnoho různých provedení: základní verze jsou dodávka, pick-up a mikrobus. Existují celkem čtyři základní generace modelu: původní Fiat 1100 T, 1100 T2, 1100 T3 a 1100 T4, modernizace zahrnovaly jak motory, tak další komponenty.

## Fotogalerie

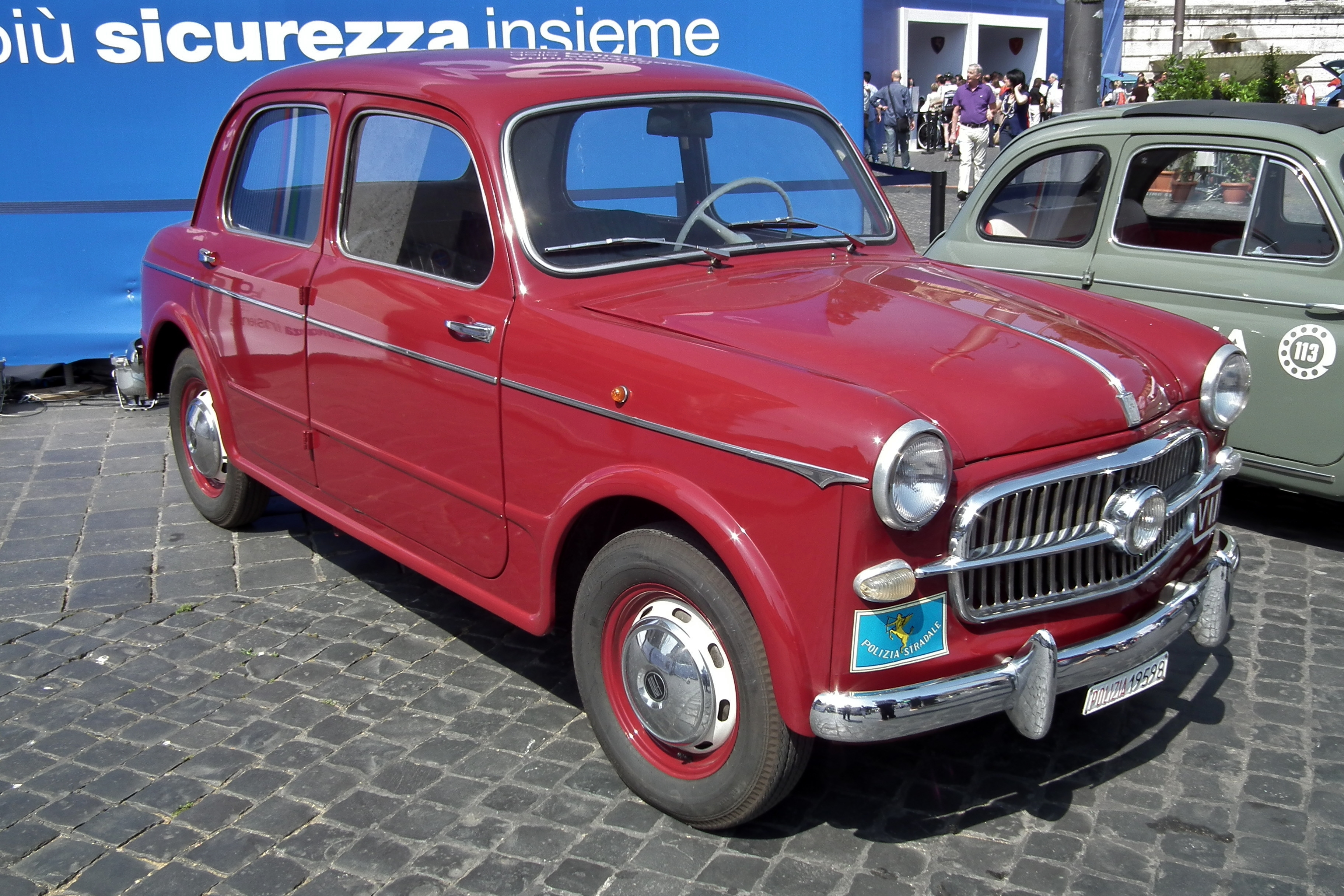
Verze 1100/103 E
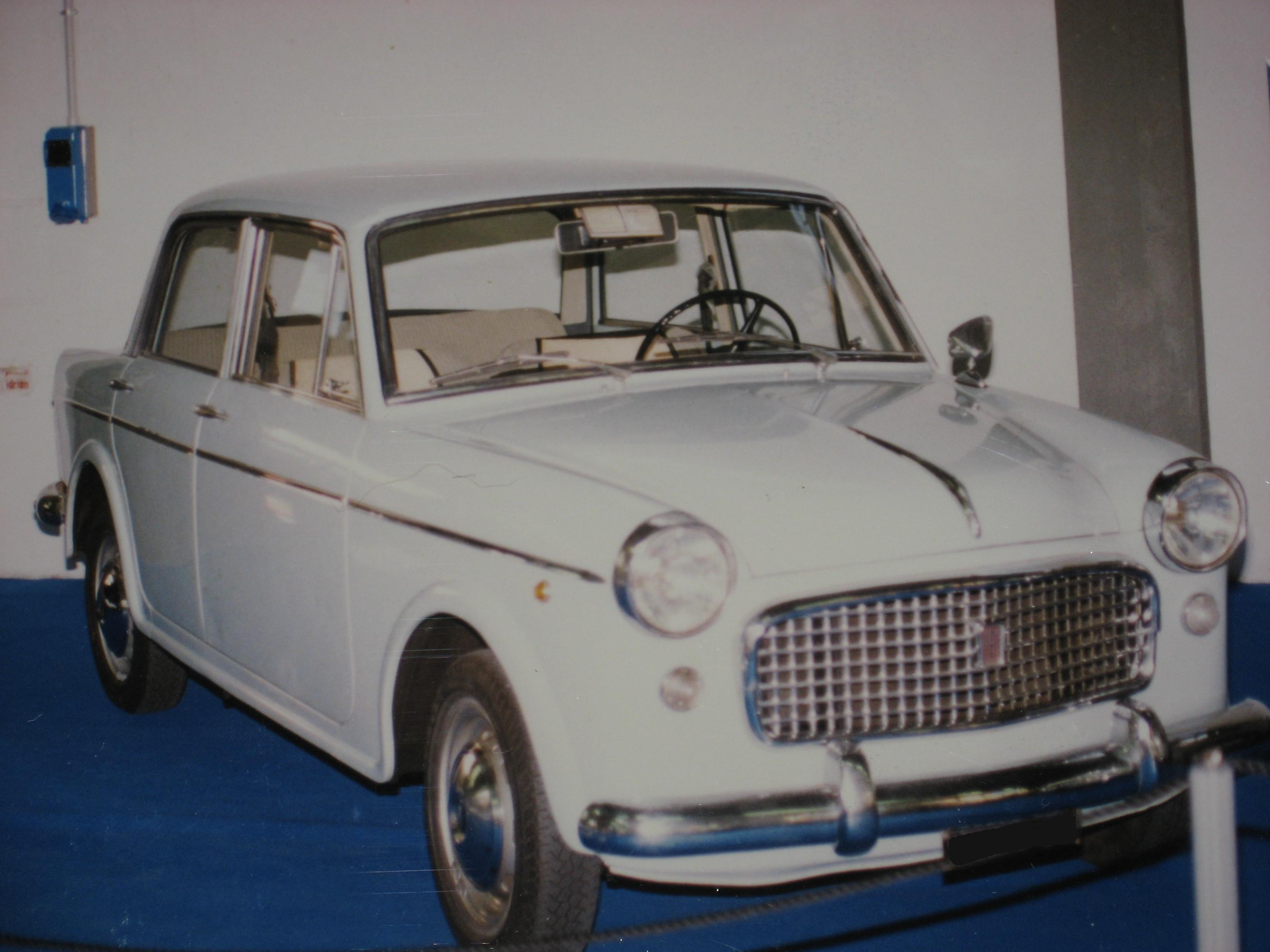
Fiat 1100/103 H Special (1960)
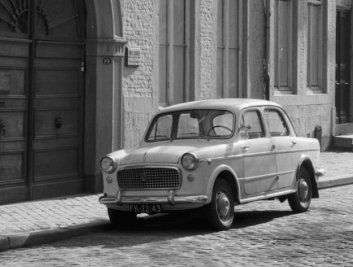
Fiat 1100/103 H Export
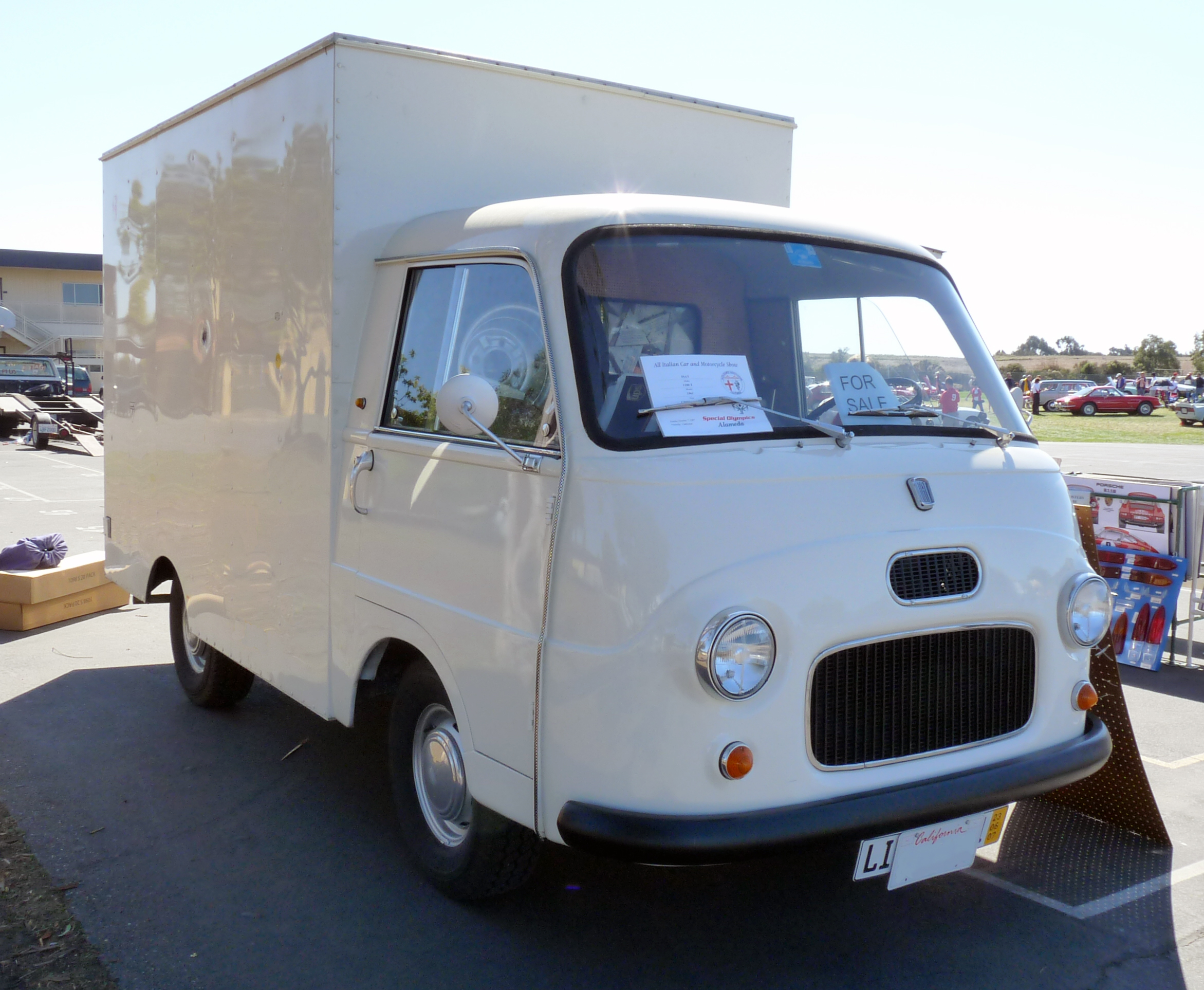
Užitkový Fiat 1100 T